# 三上孝之
三上 孝之（みかみ たかゆき、1933年12月10日 - ）、日本の松涛館流 空手の師範で、米国に拠点を置いている。彼は、日本空手協会の賞を受賞し、九段の 黒帯のランクを保持している。1958年、三上は全日本空手道選手権に優勝。翌年、彼は組手（スパーリング）だけでなく、カタ（パターン）すべてで日本でチャンピオンになった。1961年、三上は再びカタで第一位を獲得した。彼はまた船越義珍、中山正敏による日本空手協会（JKA）のインストラクター養成プログラムを卒業した最初の人物。